# Студенецкое сельское поселение (Смоленская область)
Студенецкое сельское поселение — муниципальное образование в составе Шумячского района Смоленской области России. 
Административный центр — деревня Студенец.
Образовано законом Смоленской области от 28 декабря 2004 года. Глава муниципального образования Студенецкого сельского поселения —  Панова Наталья Михайловна.

## Географические данные
- Общая площадь: 145,89 км²
- Расположение: северо-западная часть Шумячского района
- Граничит:
  - на севере — с  Хиславичским районом
  - на востоке — с  Руссковским сельским поселением
  - на юге — с Беларусью
  - на западе — с  Надейковичским сельским поселением
- Крупные реки: Соженка, Немка.

## Население
| 2011 | 2012 | 2013 | 2014 | 2015 | 2016 | 2017 |
| ---- | ---- | ---- | ---- | ---- | ---- | ---- |
| 374  | ↘361 | ↘346 | ↗348 | ↘344 | ↘323 | ↘319 |
| 2018 | 2019 | 2020 | 2021 |      |      |      |
| →319 | ↘311 | ↘300 | ↗349 |      |      |      |

## Населённые пункты
На территории поселения находятся 9 населённых пунктов:
| № | Населённый пункт | Тип     | Население |
| - | ---------------- | ------- | --------- |
| 1 | Бабичевка        | деревня | 14        |
| 2 | Вигурина Поляна  | деревня | 5         |
| 3 | Комаровичи       | деревня | 7         |
| 4 | Круторовка       | деревня | 24        |
| 5 | Осетище          | деревня | 9         |
| 6 | Прудовая Поляна  | деревня | 0         |
| 7 | Соколянка        | деревня | 4         |
| 8 | Студенец         | деревня | 316       |
| 9 | Титовка          | деревня | 0         |

## Экономика
Сельхозпредприятия, магазины.